# ベン・ハーディ (俳優)
ベン・ジョーンズ（Ben Jones, 1991年1月2日 - ）は、ベン・ハーディ（Ben Hardy）という芸名で活動するイングランドの俳優である。BBCのソープオペラ『イーストエンダーズ』で3年にわたってピーター・ビールを演じていたことで知られる。2016年にスーパーヒーロー映画『X-MEN:アポカリプス』のアークエンジェル役で映画デビューする。2018年には伝記映画『ボヘミアン・ラプソディ』でロジャー・テイラーを演じる。

## 生い立ち
ドーセットのボーンマスで生まれ、シェアボーンで育つ。シャーボーン修道院小学校とグリフォン学校に通う。グリフォン校生時代、ハーディは『遥か群衆を離れて』の学校映画に出演する。

## キャリア
2012年、ハーディはデヴィッド・ヘアーの舞台『The Judas Kiss』でアーサー・ウェルズリーを演じる。当初は2012年9月から10月にかけてハムステッド・シアターでの限定上演であり、その後、バース、リッチモンド、ブライトン、ケンブリッジへの短期ツアーが行われ、高評価を得て2013年1月にウェスト・エンドのデューク・オブ・ヨーク・シアターに移った。彼の役柄は完全な正面からのヌードの演技が求められ、彼は後に「信じられないほど神経を痛めつける」と振り返った。
2013年4月19日、ハーディがBBCの長寿ソープオペラ『イーストエンダーズ』でトーマス・ロウに代わってピーター・ビールを演じることが発表された。初の出演回は2013年6月7日に放送された。2014年11月19日にシリーズ降板が発表され、最後の出演回が2015年2月24日に放送された。
2014年、ゲイ雑誌『アティテュード』で表紙を飾り、セミヌードを披露。
ハーディはブライアン・シンガー監督によるスーパーヒーロー映画『X-MEN:アポカリプス』で映画デビューし、2016年5月27日に公開された。ハーディの役柄は翼を持つミュータントのアークエンジェルであった。次に彼はハイファ・アル＝マンスール監督による歴史恋愛映画『メアリーの総て』でジョン・ウィリアム・ポリドーリ役を務め、エル・ファニングやダグラス・ブースと共演した。ジョセフ・コシンスキー監督のアクション・ドラマ映画『オンリー・ザ・ブレイブ』では2013年のヤーネル・ヒル火災で命を落とした消防士のウェイド・パーカーを演じた。ジョシュ・ブローリンやマイルズ・テラーとの共演であるこの映画は2017年9月22日に公開された。
2018年4月に彼は BBCで放送されたウィルキー・コリンズの小説『白衣の女』のテレビドラマ版でウォルター・ハートライトを演じた。11月にはドラマーのロジャー・テイラー役を務めたクイーンの伝記映画『ボヘミアン・ラプソディ』が公開される。
2019年12月にNetflixの映画『6アンダーグラウンド』に出演。
2021年の出演映画『観察者』でもフルヌードを披露し、濡れ場を演じきった。
2023年、ドラァグ・クイーンと恋に落ちる男性を演じた映画『ユニコーンズ』がトロント国際映画祭でプレミア上映。相手役のジェイソン・パテルとは会った瞬間から相性が良いと感じたが、撮影まで会うことを禁じられており、それが却って濡れ場の撮影には良かったとハーディは語った。

## フィルモグラフィ

### 映画
| 年   | 題名                                     | 役                                              | 備考                         | 吹き替え |
| ---- | ---------------------------------------- | ----------------------------------------------- | ---------------------------- | -------- |
| 2016 | X-MEN:アポカリプス X-Men: Apocalypse     | ウォーレン・ワージントン三世 / アークエンジェル |                              | 濱野大輝 |
| 2017 | メアリーの総て Mary Shelley              | ジョン・ウィリアム・ポリドーリ                  | （吹き替え版なし）           |          |
| 2017 | オンリー・ザ・ブレイブ Only the Brave    | ウェイド・パーカー                              |                              |          |
| 2018 | ボヘミアン・ラプソディ Bohemian Rhapsody | ロジャー・テイラー                              | 野島裕史                     |          |
| 2019 | 6アンダーグラウンド 6 Underground        | 4                                               | Netflixオリジナル映画        | 益山武明 |
| 2021 | 観察者 The Voyeurs                       | セブ                                            | Amazonオリジナル映画         |          |
| 2020 | ピクシー 復讐と逃亡 Pixie                | フランク・マカレン                              | 日本劇場未公開 WOWOWにて放映 |          |
| 2023 | カレとカノジョの確率 Love at First Sight | オリバー                                        | Netflixオリジナル映画        | 益山武明 |
| 2023 | ユニコーンズ Unicorns                    | ルーク                                          |                              |          |
| 2025 | The Conjuring: Last Rites                |                                                 |                              |          |

### テレビシリーズ
| 年        | 題名                          | 役                       | 備考                             | 吹き替え |
| --------- | ----------------------------- | ------------------------ | -------------------------------- | -------- |
| 2012      | Call the Midwife              | レポーター               | 第1シーズン第4話、クレジット無し | N/A      |
| 2013−2015 | イーストエンダーズ EastEnders | ピーター・ビール         | 計187話出演                      |          |
| 2017      | Drunk History                 | アーサー王               | 第3シーズン第3話                 | N/A      |
| 2018      | The Woman in White            | ウォルター・ハートライト | ミニシリーズ                     | N/A      |

## 舞台
| 年   | 題名           | 役                     |
| ---- | -------------- | ---------------------- |
| 2012 | The Judas Kiss | アーサー・ウェルズリー |